# Itoku
Imperador Itoku (懿徳天皇, Itoku-tennō) foi o 4º Imperador do Japão, na lista tradicional de sucessão.
Antes da sua ascensão ao trono, seu nome oficial era Oho Yamatohiko Suki Tomonau no Mikoto.
No Kojiki e no Nihonshoki constam registrados apenas seu nome e genealogia. Acredita-se ser filho do Imperador  An'nei. E que sua mãe foi Nunasoko-Nakatsu-Hime, que era a neta de Kotoshiro-Nushi-no-Kami.
Nos registros do Monge Jien consta que Itoku foi o segundo ou terceiro filho do Imperador An'nei, mas os documentos que restaram não fornecem nenhuma base para especular por que os irmãos mais velhos não assumiram o trono. Itoku governou a partir do Palácio Migario-no-Miya em Karu na Província de Yamato.
Este nome foi lhe dado postumamente e literalmente significa "Virtude Benigna". que é característico do budismo chinês, o que sugere que o nome deve ter sido oficializado séculos após a morte de Itoku possivelmente no momento em que as lendas sobre as origens da Dinastia Yamato foram compilados como as crônicas conhecidas hoje como o Kojiki.
O lugar de seu túmulo imperial (misasagi) é desconhecido. O Imperador Itoku é tradicionalmente venerado num memorial no santuário xintoísta de Nara. A Agência da Casa Imperial designa este local como seu mausoléu.
Itoku reinou de 511 a.C. a 476 a.C..